# 데코핀

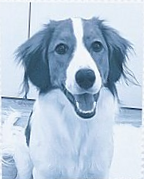
데코핀의 미국 비자 사진

데코핀(영어명 디코이)은 메이저 리그의 LA 다저스에서 활동 중인 일본의 야구 선수 오타니 쇼헤이의 반려견이다. 쿠이커혼제 믹스견으로 성별은 수컷이다. 

## 주요 활동
2024년 8월 29일 다저 스타디움에서 열린 LA 다저스와 볼티모어 오리올스의 경기에서는 경기 전 시구식에 데코핀이 공을 물고 달려와 오타니 쇼헤이에게 전달하는 시구를 하기도 했다.
2024년 11월 2일 오타니 쇼헤이는 LA 다저스의 2024년 월드 시리즈 우승 축하 퍼레이드에 아내 다나카 마미코, 반려견 데코핀과 함께 참가했다.